# Étauliers
Étauliers es una población y comuna francesa del departamento de Gironda en la región de Nueva Aquitania.

## Geografía
Étauliers está situado en Blaye sobre la carretera nacional 137, a 60 km de Burdeos, 60 km de Santas, 60 km de Royan y 15 km de Blaye. Por la autopista A10, es posible llegar a Burdeos en 35 minutos. El cruce de la autopista se encuentra a 3 minutos del centro de la villa.
Etauliers se encuentra a algunos kilómetros del estuario más grande de Europa, el Estuario de Gironda.
Varios arroyos atraviesan la comuna, como el Martinettes, el Coindrias y el Livenne.
El pueblo se abre hacia un pantano. Sitio típico del Alto Gironda, el pantano es una considerado pequeña maravilla. Allí se encuentran tipo de aves: patos, garzas cenicientas, cigüeñas, faisanes, etc.

## Demografía
| 779 | 816 | 760 | 1 513 | 1 294 | 1 394 | 1 482 |
| Para los censos de 1962 a 1999 la población legal corresponde a la población sin duplicidades (Fuente: INSEE [Consultar]) |     |     |       |       |       |       |